# 臀小肌
臀小肌是人体三块臀肌中体积最小的一块，位于臀中肌的深层。其在结构、功能、血液供应和神经支配方面均与臀中肌相似。主要功能是与臀中肌协同作用，稳定髋关节并外展髋关节。
臀小肌的血液供应由上臀动脉提供，神经支配来自上臀神经。当神经或肌肉受损时，可导致骨盆不稳，从而引发Trendelenburg征，即骨盆在站立时向非支撑侧倾斜。
在全髋关节置换术（THA）中，上臀神经可能因直接损伤或术后并发症（如异位骨化（HO））而受累，进而影响臀小肌的功能。此外，臀小肌病变也与大转子疼痛综合征（GTPS）相关，患者通常表现为大转子部位的触痛和髋关节外侧疼痛。

## 结构

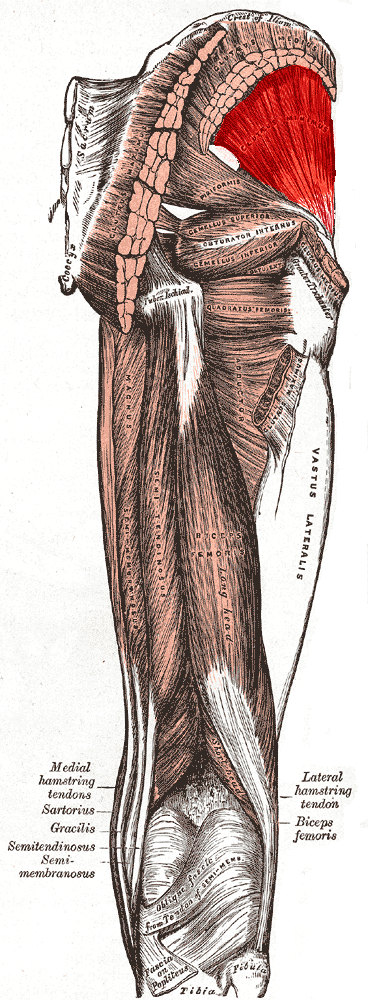
臀区和股后区的肌肉，其中突出显示了臀小肌

臀小肌呈扇形，近端附着于髂骨外表面，位于臀前线和臀下线之间。臀前线起始于髂嵴附近，向后下方向大坐骨切迹弯曲。臀下线与臀前线路径相似，但更短更平缓。臀小肌呈扇形，远端附着于股骨大转子的前外侧面。

### 解剖关系
在肌腱与大转子之间有一个滑囊。
臀中肌和臀小肌之间有臀上动脉的深支和臀上神经分布。
臀小肌的深面与股直肌的反折肌腱及髋关节囊相邻。

### 变异
该肌可能分为前后两部，或者可能发出小肌束连接梨状肌、上孖肌或股外侧肌的外侧起点。

## 功能
臀中肌和臀小肌在下肢伸展时外展大腿，并主要在单脚支撑身体时与阔筋膜张肌协同发挥作用。它们的前部肌纤维还能屈髋，并通过将股骨大转子向前牵引内旋大腿。阔筋膜张肌在此过程中起到辅助作用。
臀小肌和臀中肌具有相同的功能。它们的主要功能是股骨的外展，而根据股骨的位置，也可能发生旋内和屈曲：在髋关节屈曲时，臀小肌内旋大腿；而在髋关节伸展时，臀小肌则外旋大腿。
此外，臀小肌也是髋关节的局部稳定器。它与髋关节上方关节囊的附着点可能在运动过程中将关节囊从关节处牵拉开，从而防止对关节囊的夹挤，这一机制类似于膝关节中关节肌的作用。

## 胚胎学
与其他肢体肌肉一样，臀小肌来源于围绕发育中骨骼的肌母细胞。这些肌母细胞由附近组织释放的分子信号诱导体节分化而来。肌母细胞融合形成肌管，其特征为长、管状、多核结构。肌管发育后逐渐形成肌肉，并与周围结缔组织分离。
下肢芽的形成始于第4周末，与上肢芽相比略有延迟。此外，下肢在发育过程中会向内旋转，而上肢则向外旋转。

## 血液供应与淋巴系统
臀小肌由上臀动脉供应，上臀动脉源自髂内动脉的后分支。当上臀动脉通过梨状肌上方的大坐骨孔离开骨盆时，它位于S1神经和腰骶干之间，分为浅支和深支。深支为臀小肌供血，并与股骨内旋动脉分支末端吻合。

## 神经支配
上臀神经为臀小肌提供神经支配。该神经源自腰骶丛，起始于L4、L5和S1神经根。上臀神经伴随上臀动脉的深支，穿过臀中肌与臀小肌之间，分为上支和下支，其中下支支配臀小肌。若此神经受损，会导致髋外展无力并可能出现Trendelenburg步态。

## 临床意义
臀小肌或臀中肌的瘫痪，例如由臀上神经麻痹引起的瘫痪，可能导致外展腿部困难。患者会表现为Trendelenburg步态来弥补行走困难。
大转子疼痛综合征（GTPS）：由臀小肌腱病引起，表现为髋外侧疼痛，常与转子滑囊炎混淆。通过体检可发现患侧大转子压痛及Trendelenburg步态。影像学检查包括站立位骨盆X线及髋部超声。治疗方式为非甾体抗炎药、糖皮质激素注射及活动调整。持续疼痛者可进一步进行磁共振成像，并转诊至骨科医生。
臀小肌可能受到触发点影响，表现为从腰椎末端到脚踝的放射性疼痛（类似坐骨神经痛，但无无力或麻木等神经症状）。

## 其它图像

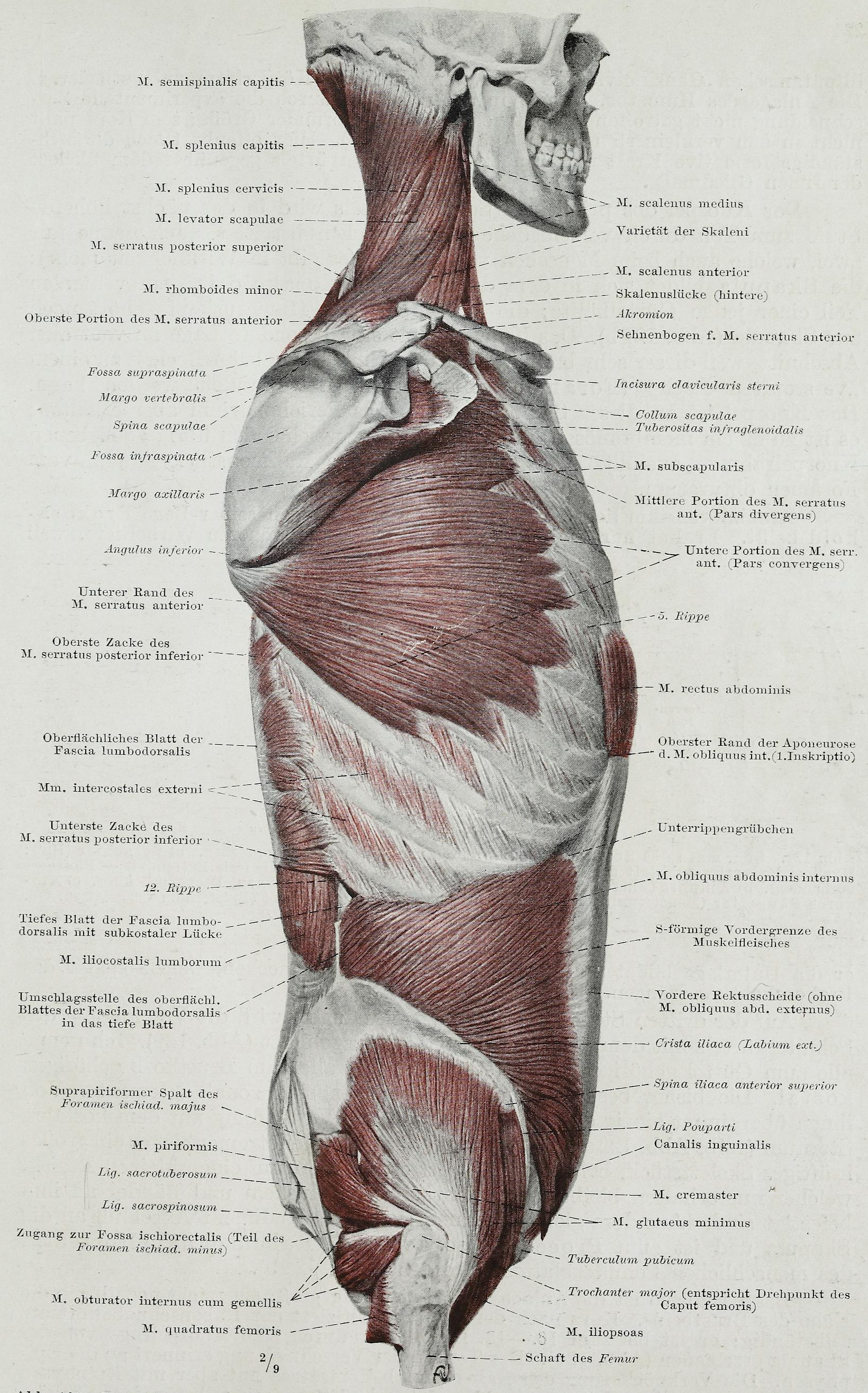
臀小肌的位置（显示为红色），髋骨以半透明形式显示。
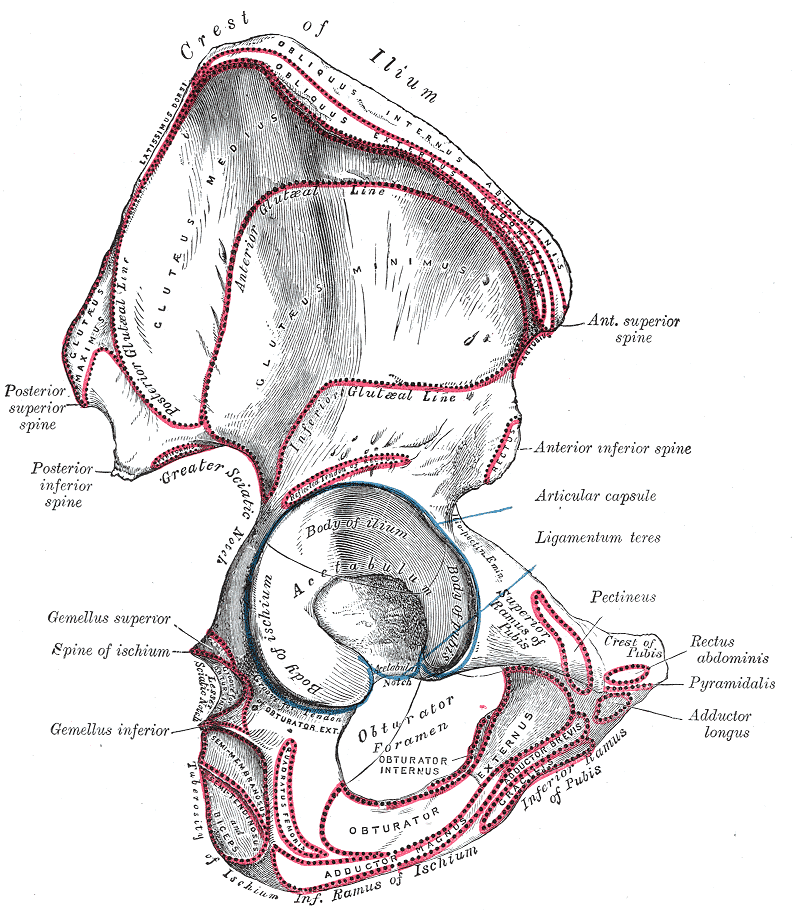
右侧髋骨，外表面
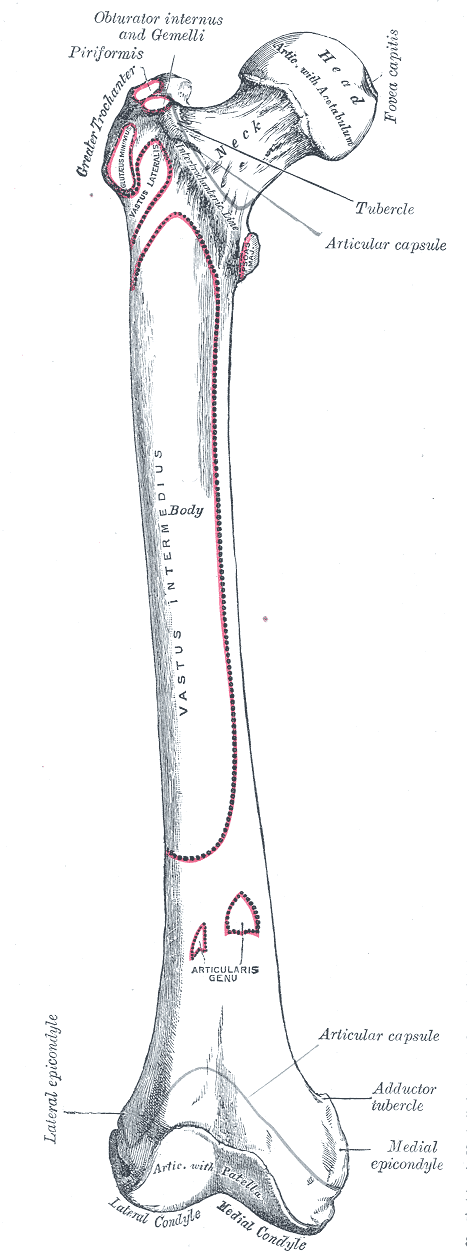
右股骨，前面观
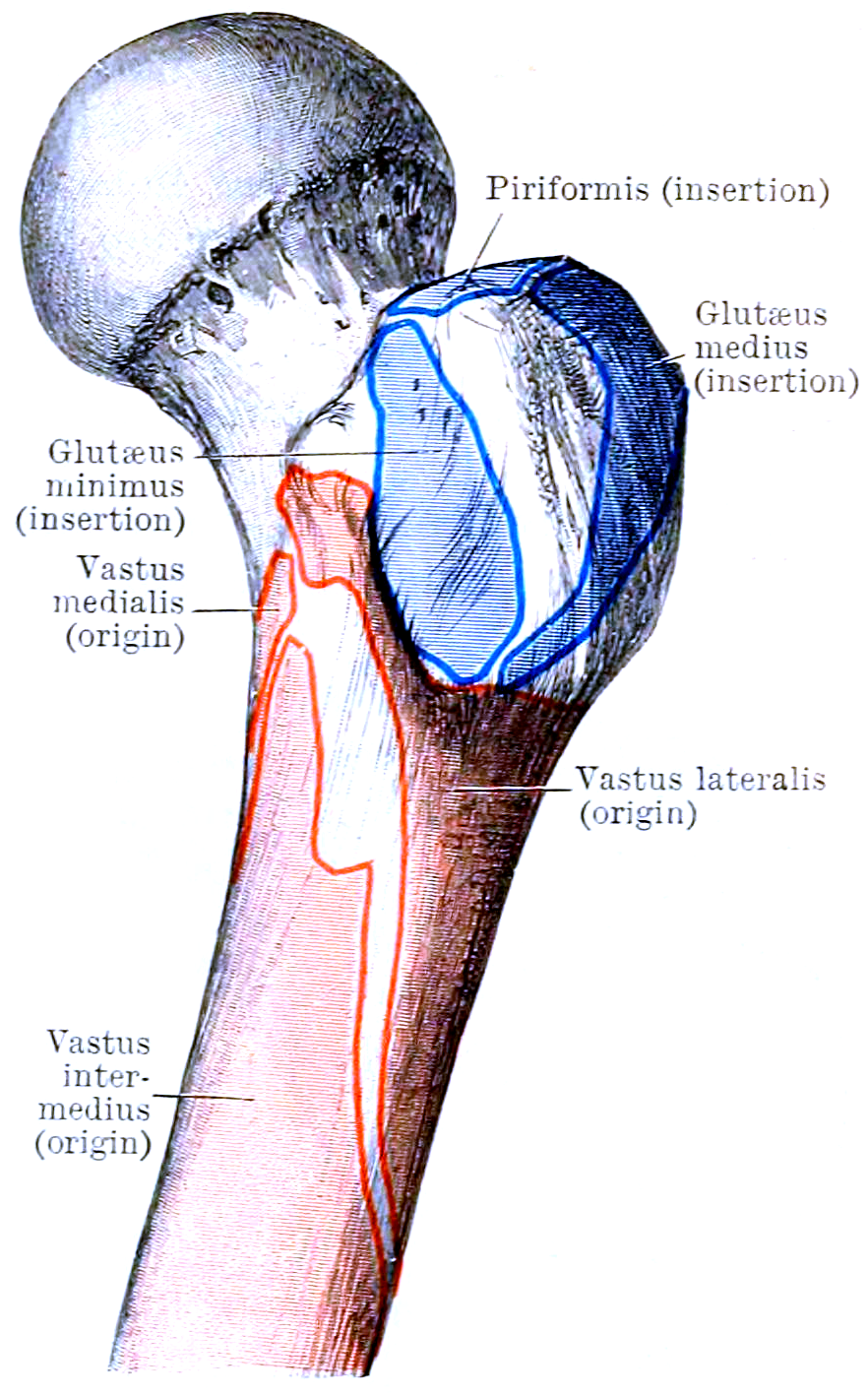
股骨大转子的表面附着点
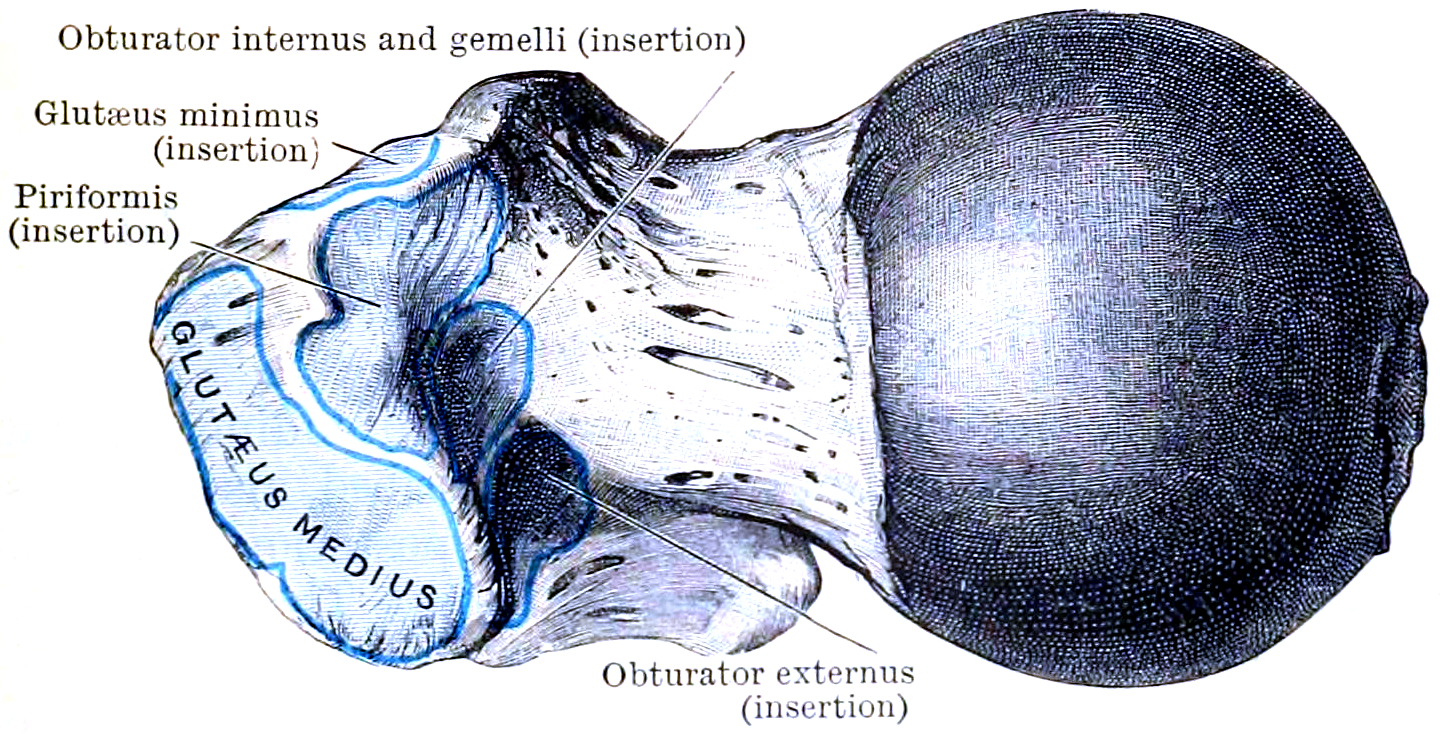
股骨大转子的表面附着点
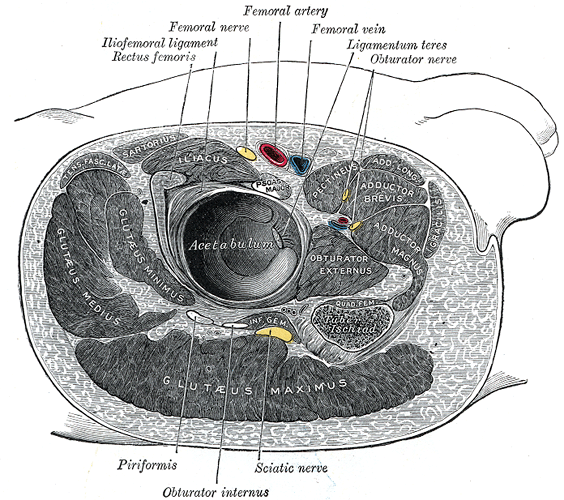
右髋关节周围的结构
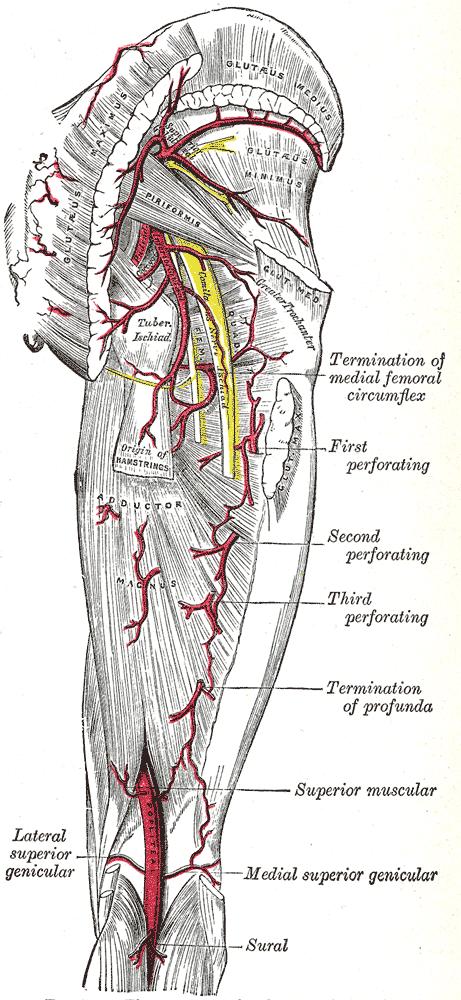
臀区和股后区的动脉
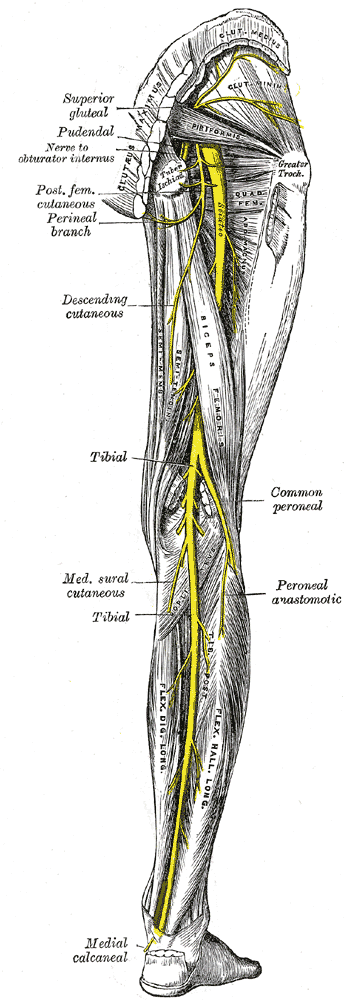
右下肢神经，后面观